# Famille Roux (peintres de marine)
Pour les articles homonymes, voir Roux.

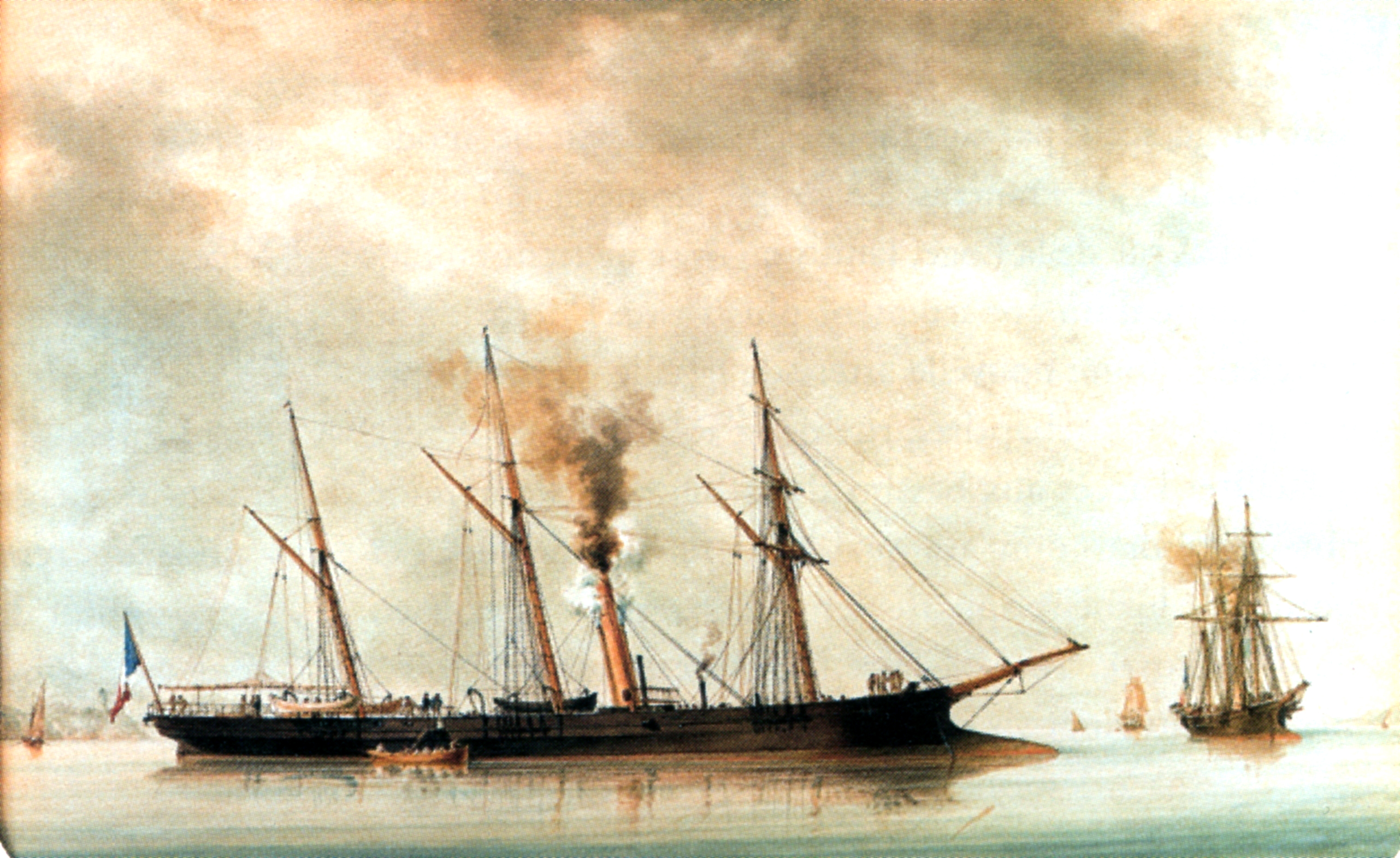
François Roux, L'aviso Le Renard, Musée de la Marine de Paris

La famille Roux est une famille de Marseille qui compte de nombreux peintres de marine et hydrographes.

## De l'hydrographie aux « portraits de navires »
Parmi les membres de cette famille, les plus connus sont :
- Joseph Roux (1725-1789)
- Ange-Joseph Antoine Roux (1765-1835)
- Mathieu-Antoine Roux (1799-1872)
- Ursule Joséphine Roux (1801-1863)
- François Joseph Frédéric Roux (1805-1870)
- François Geoffroi Roux (1811-1882)

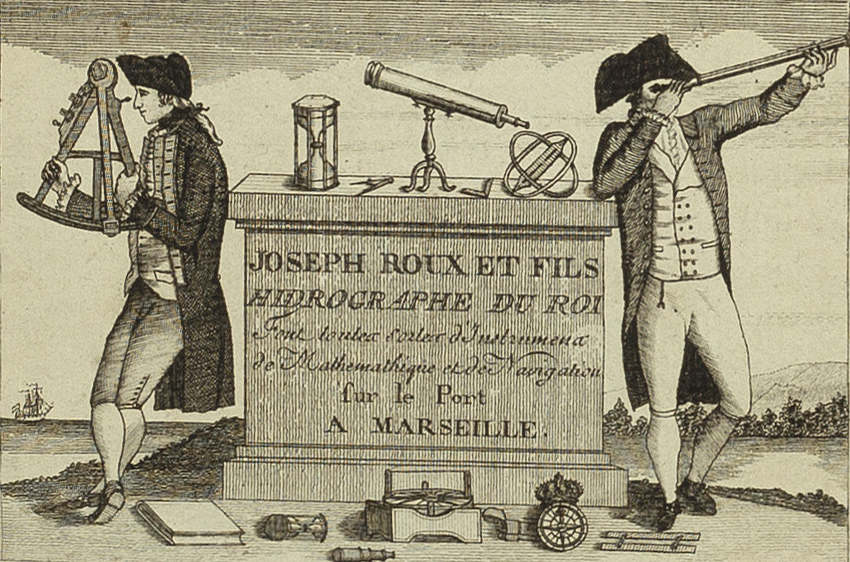
Affiche de la boutique d'hydrographe Joseph Roux et fils, hydrographe du roi à Marseille (1770)
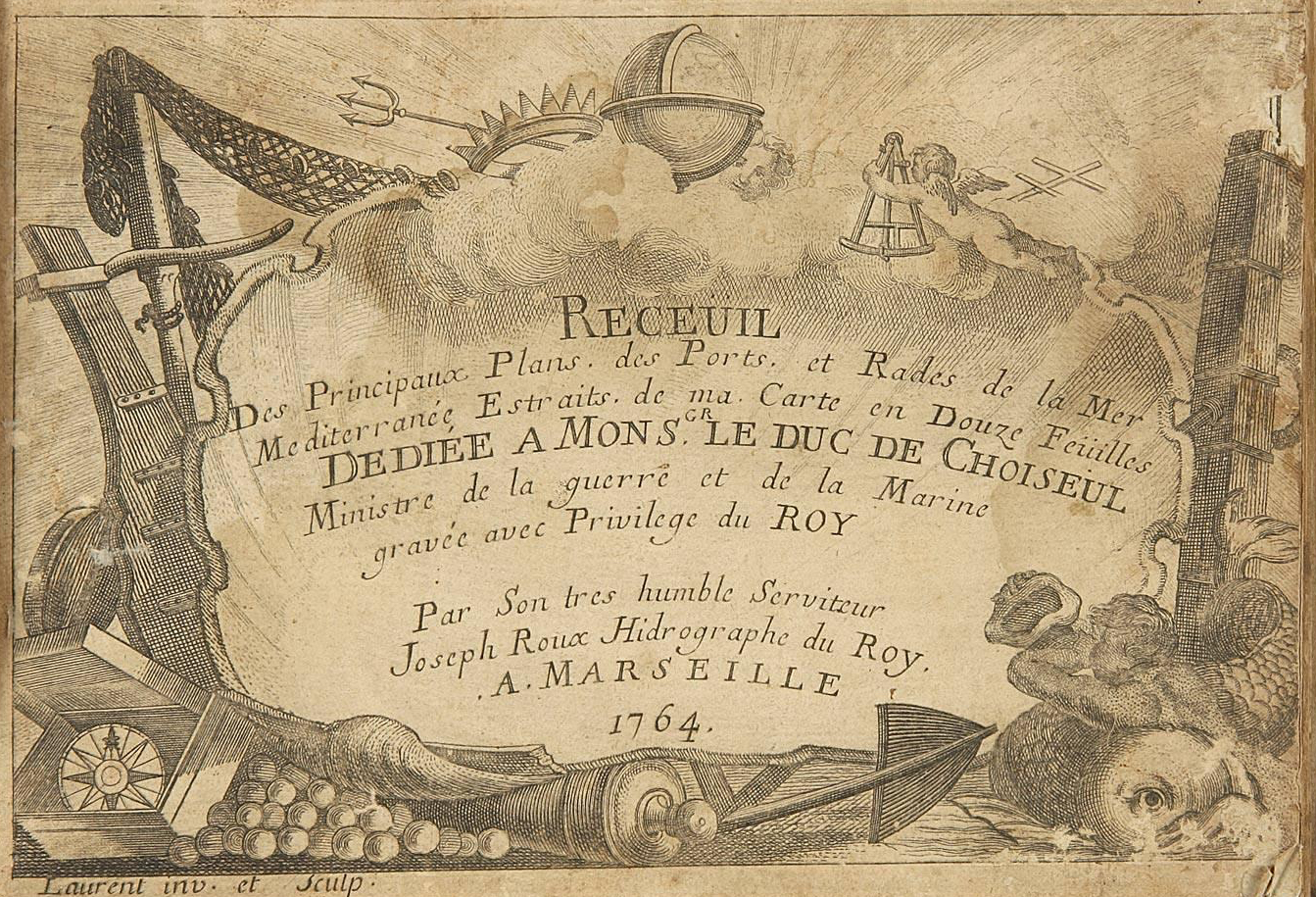
Recueil des principaux plans des ports et rades de la mer Méditerranée estraits de ma carte en douze feuilles, dédiée à Monseigneur le Duc de Choiseul ministre de la guerre et de la marine, gravée avec le privilège du roy (1764)

### Joseph Roux (1682-1747)
Né à Martigues, il débute dans la carrière marin. Il installe une boutique d'hydrographe sur le Vieux-Port de Marseille en 1708. Bien que très occupé par ses affaires, il va commencer à dessiner et à peindre lui-même des roses de compas à l'aquarelle puis à tracer des cartes marines pour répondre à des demandes croissantes de sa clientèle de capitaines de navires.

### Joseph Roux (1725-1789)
Il possède sur le port de Marseille une boutique d’hydrographe héritée de son père (Joseph Roux, père 1682-1747). Il est le premier de la dynastie des Roux à peindre et à dessiner. Réalisant des cartes marines, des plans de ports et de rades, et des roses de compas à l’aquarelle, il est probablement l’instigateur du genre de tableau dénommé « portraits de bateaux ».
Il épouse Marie-Ursule Demolin, fille du négociant Antoine Demolin et d'Ursule Caudière.

### Ange-Joseph Antoine (1765-1835)

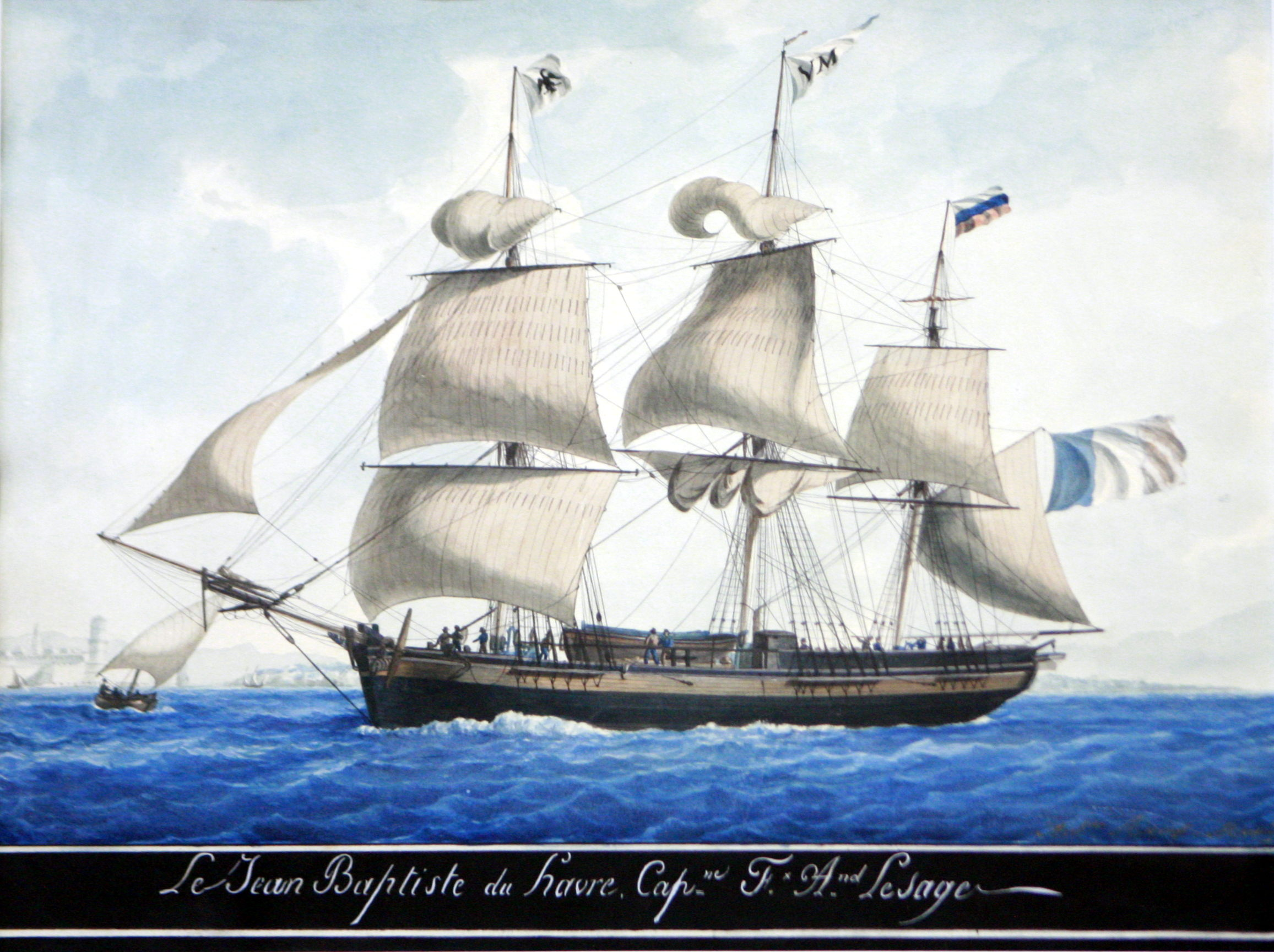
Le Jean-Baptiste du Havre, aquarelle de Ange-Joseph Antoine Roux.

Ange-Joseph Antoine, son fils, commence très tôt à travailler dans la boutique de son père et à dessiner les nombreux bâtiments qui séjournent dans le port. Plus tard c’est lui qui réalisera plusieurs reconstitutions de combats navals ainsi que de nombreux ex-voto. Il va avoir quatre enfants qui tous réaliseront des portraits de bateaux Mathieu Antoine dit Antoine fils Aîné (1799-1872) :

### Mathieu-Antoine (1799-1872)

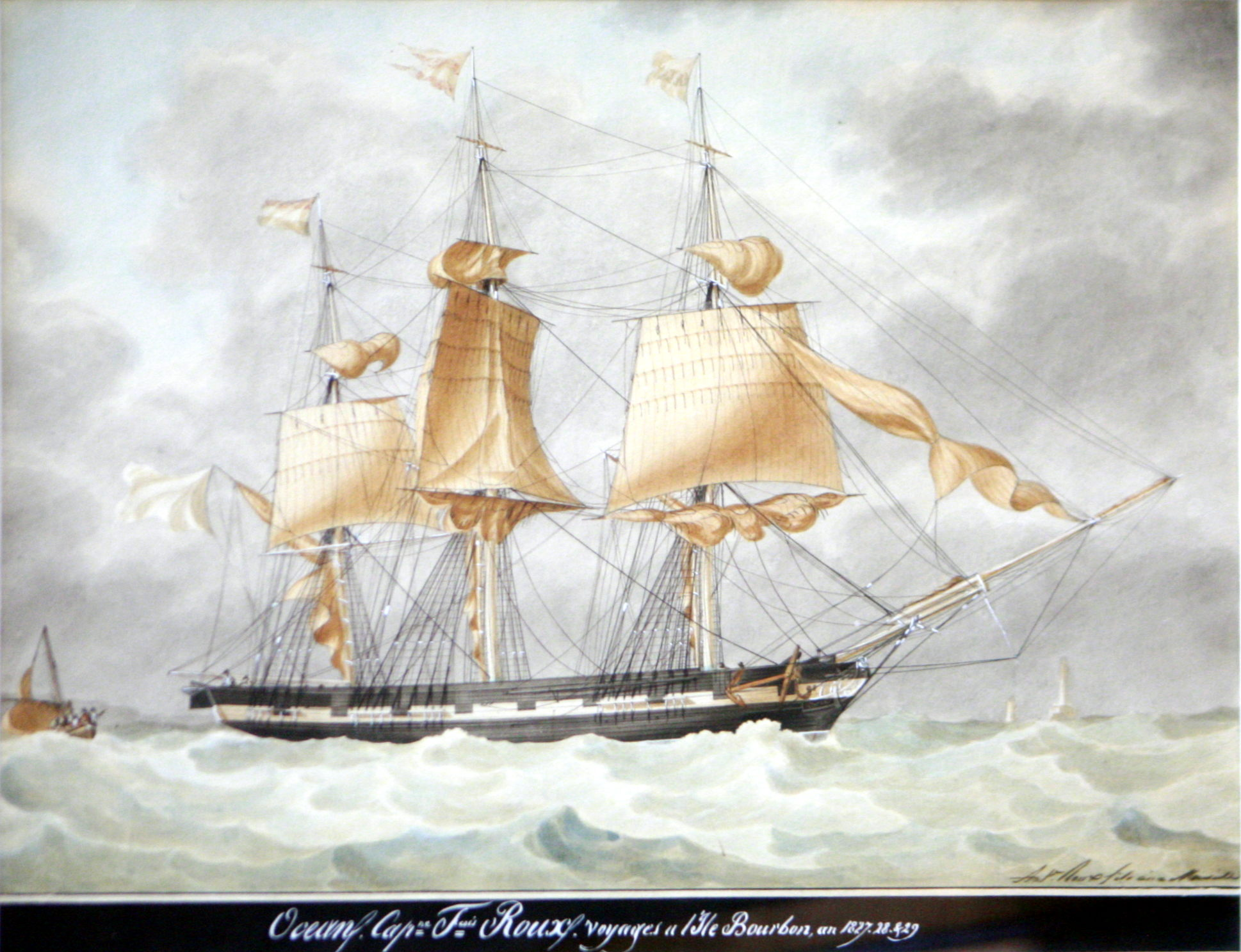
Mathieu-Antoine Roux. L'Océan en route vers La Réunion, Musée de la Marine de Marseille

Fils aîné d'Ange-Joseph Antoine, il reprend lui aussi la boutique d’hydrographe. Comme lui il va peindre des portraits de bateaux très prisés par les armateurs et les marins, ainsi que des ex-voto que l’on peut admirer à Notre Dame de la Garde à Marseille.

### Ursule Joséphine (1801-1863)
Seule fille de la famille à réaliser des aquarelles. Moins connue que ses frères, ses œuvres sont de plus petites dimensions et représentent des paysages de la côte comme l’entrée du port de Marseille ou des Calanques.

### François Joseph Frédéric (1805-1870)

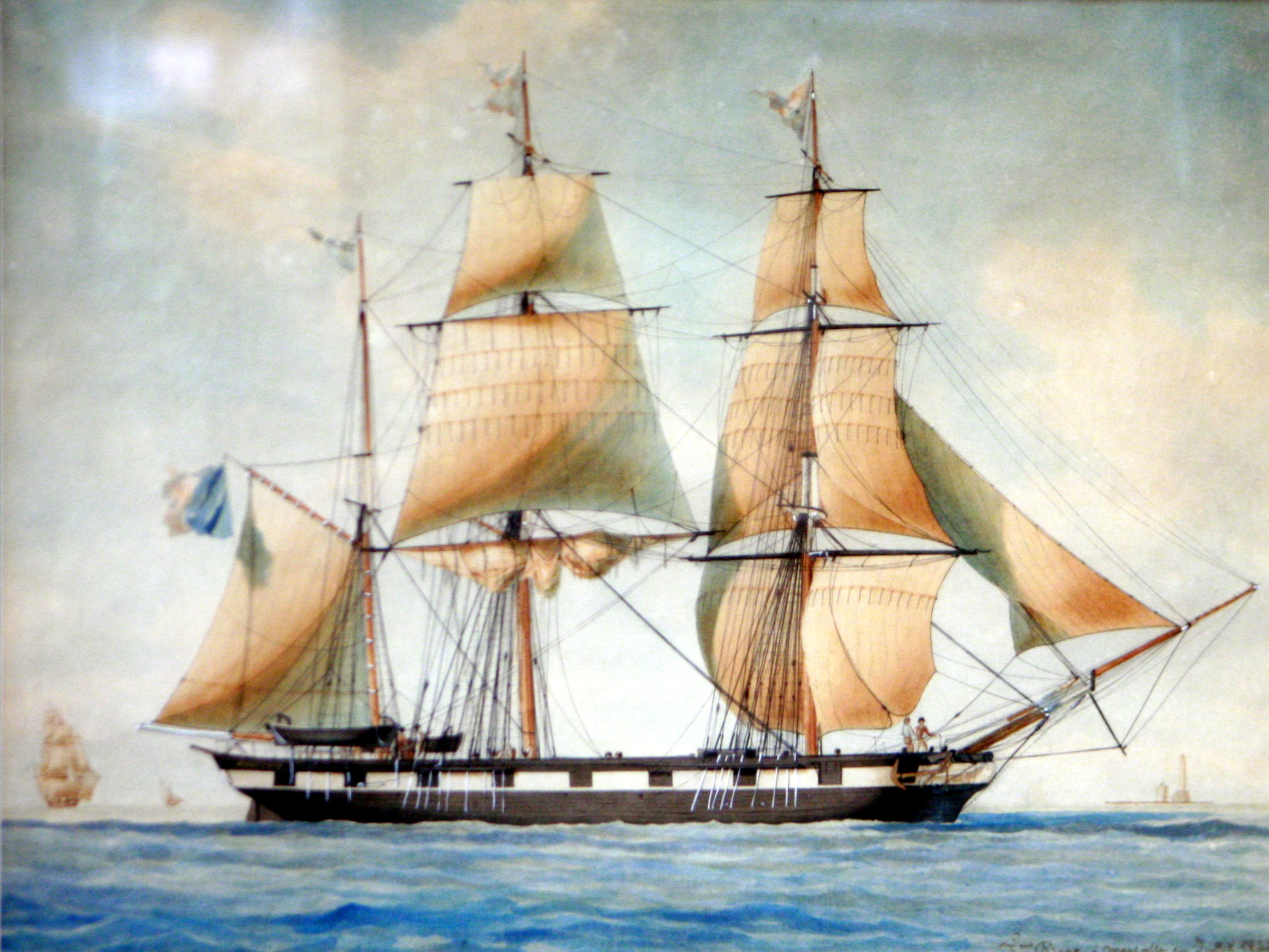
Le Philanthrope, aquarelle de F. Roux.

Second fils d'Ange-Joseph Antoine, il travaille dès son plus jeune âge dans l’atelier familial, où son père lui apprend l’art pictural ainsi que la construction navale et la navigation qui lui seront utiles dans ses portraits de bateaux. Contrairement à ses frères il va beaucoup voyager et finalement s’établir au Havre où il va lui aussi, comme son grand-père, son père et ses frères, ouvrir une boutique d’hydrographe. Ses portraits de bateaux sont aussi très nombreux ainsi que des aquarelles représentant la côte proche du Havre. Beaucoup de ses œuvres ont été reprises par des graveurs ou des lithographes.

### François Geoffroy (1811-1882)

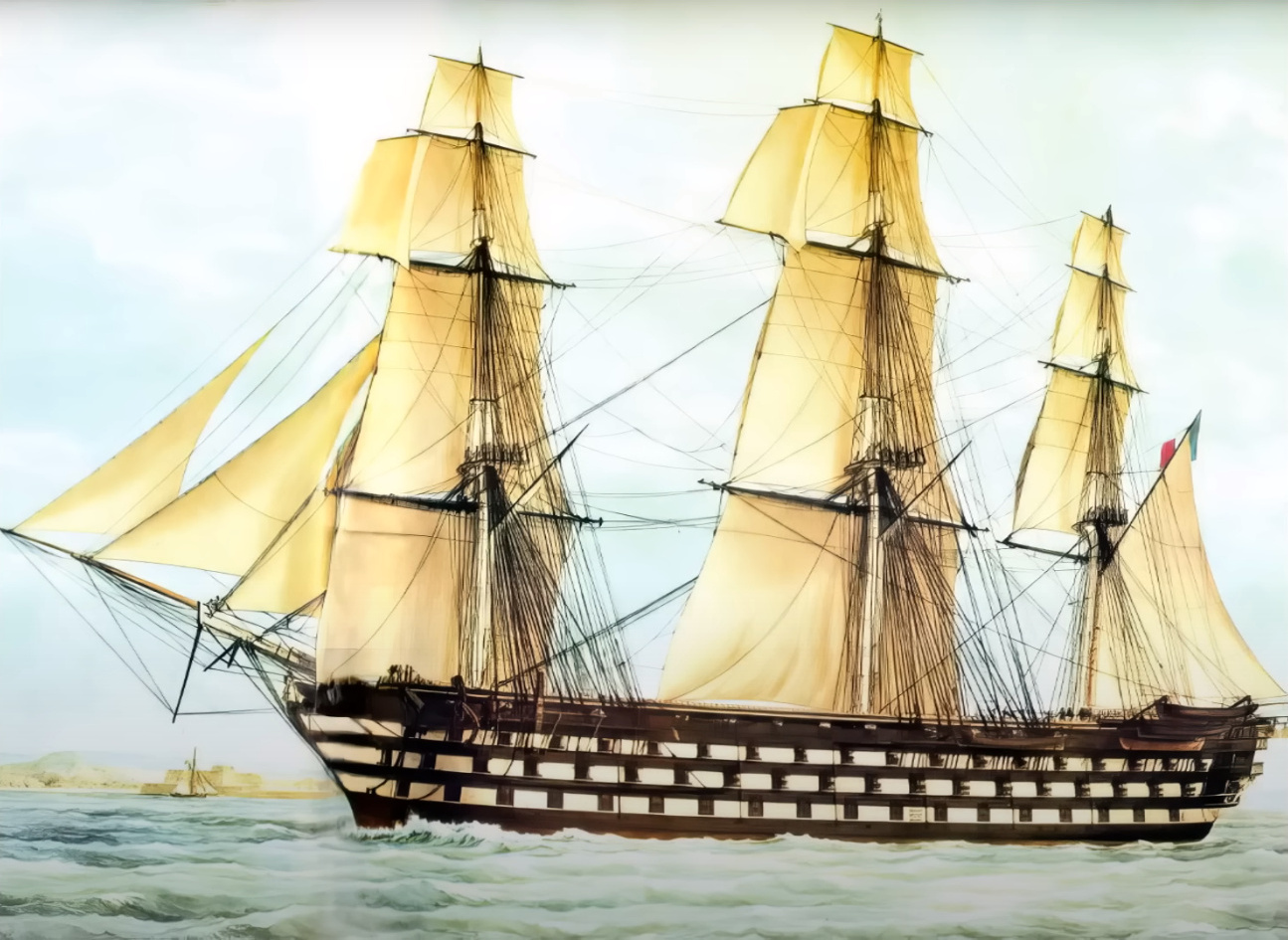
Le Valmy, aquarelle de François Geoffroy Roux.

Le plus jeune fils va reprendre lui aussi la boutique d’hydrographe de Marseille tout en développant sa passion pour le dessin, l’aquarelle et la peinture. Il va participer rapidement à la production familiale de « portraits de bateaux » et sa renommée va égaler celle de son père et de ses frères mais il sera le seul de la dynastie des Roux à être nommé peintre officiel de la Marine (19 octobre 1875).

## Autres œuvres des Roux
Outre les tableaux présentés dans cet article, on peut voir d'autres œuvres des Roux sur Wikimedia Commons ; d'autre part le Peabody Museum of Salem permet de consulter sur le web deux carnets de dessins aquarellés d'Antoine Roux ainsi qu'une quinzaine d'aquarelles de la famille Roux. En France le musée national de la marine à Paris détient 150 tableaux des Roux (Dont la moitié de François-Geoffroy Roux) dans ses réserves, mais ce musée n'en présente aucune, ni dans ses salles ni sur son site. Enfin on peut voir dans la chapelle de Notre Dame de la Garde à Marseille plusieurs ex voto de portraits de navires peints par les membres de la famille Roux.